# Музей тютюну в Табачному
Музей тютюну — музей у селі Табачне Бахчисарайського району Автономної республіки Крим. Є єдиним закладом такого типу в Україні. Музей був заснований при Кримській станції тютюнництва, у приміщенні якої й зараз знаходиться. Через брак відвідувачів музей відчиняється лише за попередньою домовленістю з керівником музею (станом на червень 2013 року Лідія Каргіна). 
Музей не має фіксованої плати за вхід та екскурсії, а приймає лише добровільні пожертви. До експозиції музею входять експонати з історії використання, вирощування, збирання та переробки тютюну, а також матеріали з історії Кримської станції тютюнництва. У залі поруч з експонатами виставлена бібліотека зі спеціалізованою літературою по тютюнництву.

## Світлини

Фоє музею тютюну
Збиральниця тютюну
Тютюновий тюк
Листя різних видів тютюну

Сорти тютюну
Сушіння тютюну у вагонах
Колекція гербіцидів
Сушіння тютюну
Індіанець з люлькою